# Classe Andrómeda
La Classe Andrómeda est une classe de bâtiment hydrographique de la Marine portugaise.

## Historique
Les deux navires de cette classe ont été construits au chantier naval Arsenal do Alfeite S.A. à la base navale de Lisbonne au Portugal. Leur zone d'activité est essentiellement la côte hibérique et le golfe de Gascogne. Pour leurs relevés scientifiques les deux navires disposent d'un ROV : un Deep Ocean Eng. Phantom S2  et un système d'échantillonnage CTD manipulé d'un treuil. Ils possèdent aussi un portique arrière avec une charge de 2 tonnes et une grue en pont principal d'une charge maximale de 900 kg.
| Numéro | Nom           | lancement        | Chantier naval          |
| ------ | ------------- | ---------------- | ----------------------- |
| A5203  | NRP Andrómeda | 15 décembre 1985 | Arsenal do Alfeite S.A. |
| A5205  | NRP Audiga    | 26 mai 1987      | Arsenal do Alfeite S.A. |